# Un théâtre de situations

Un théâtre de situations est un recueil de tous les discours, interviews, et autres courts textes de Jean-Paul Sartre sur le théâtre. Il est paru en 1973. 
Très complet, l'ouvrage décortique et définit le théâtre de Sartre et de ses contemporains. Ce théâtre est dit de situation, car il met en scène des personnages dans une situation particulière, ne se focalisant pas principalement sur leur psychologie, contrairement à la mode de l'époque.
En somme, il s'agit ici d'un recueil plusieurs courts essais.